# Houtbroek
Houtbroek is een buurtschap aan de zuidkant in Stramproy in de gemeente Weert in de Nederlandse provincie Limburg. De buurtschap ligt aan de straten Frans Strouxstraat en Houtbroek ten oosten van buurtschap Breyvin. Ten zuiden van Houtbroek ligt de grens met België met daar de plaats Molenbeersel. Door Houtbroek loopt de N292 die Weert en Stramproy met Molenbeersel verbindt.
Ten zuiden van Houtbroek stroomt de Hoebroeksloot.
|                     |                       | Stramproy                   |  |  |
|                     |                       |                             |  |  |
| Breyvin (Stramproy) | Rietbroek (Stramproy) |                             |  |  |
|                     |                       |                             |  |  |
|                     |                       | Brandven (Molenbeersel) (B) |  |  |

Stad: Weert

Kerkdorpen: Altweerterheide · Laar · Stramproy · Swartbroek · Tungelroy 

Buurtschappen: Altweert · Bosven · Breyvin · Castert · Crixhoek · De Berg · De Boberden · De Horst · Dijkerstraat · Hei · Houtbroek · Hushoven · Oud-Boshoven · Rietbroek · Vlootkant · Wisbroek

Woonwijken: Boshoven (Vrakker · Oda · Oud-Boshoven) · Laarveld · Molenakker · Kampershoek · Fatima · Weert-Centrum · Biest · Groenewoud · Leuken (Vrouwenhof · Leuken-Noord) · Keent (Parkhof) · Moesel · Graswinkel · Rond de Kazerne (Altweert · Boshoverbeek) 

Limburg: Steden en dorpen      Nederland: Provincies · Gemeenten